# CFG Bank Arena
A CFG Bank Arena (anteriormente conhecida como Baltimore Arena, 1st Mariner Arena, Baltimore Civic Center e Royal Farms Arena) é uma arena fechada localizada em Baltimore, Maryland. A arena está localizada a cerca de um quarteirão de distância do Centro de Convenções de Baltimore, na esquina da rua Baltimore e Hopkins Place; ela também esta a uma curta distância do Inner Harbor. Ela tem capacidade para cerca de 14.000 pessoas, embora este número varia dependendo do tipo de evento.
A arena inaugurada oficialmente em 1962 como o Baltimore Civic Center. Foi construída no local do "Old Congress Hall", onde o Congresso Continental reuniu-se em 1776. Como um dos principais pilares para o re-desenvolvimento do Inner Harbor durante a década de 1980, foi reaberto após reformas e foi rebatizado de Baltimore Arena em 1986. Em 2003, foi rebatizado para 1st Mariner Bank, que comprou os direitos de nomeação para a arena por 10 anos. Foi relatado que a 1st Mariner Bank pagou a cidade US$ 75.000 por ano para manter os direitos de nomeação para o complexo. Quando o contrato com o 1st Mariner Bank encerrou em 2013, a arena foi brevemente retornou ao seu nome "Baltimore Arena", até a Royal Farms comprar os direitos do nome da Arena em setembro de 2014. O novo acordo de nomeação exige a Royal Farm pagar 250 mil dólares por ano durante cinco anos para a cidade, e dá a Royal Farm o direito de renovar/reestruturar seu negócio no final do contrato, ou no caso em que a cidade constrói uma nova arena. A Royal Farms Arena é propriedade da cidade de Baltimore e é atualmente gerida pela SMG, uma empresa de gestão privada. Anualmente, a Royal Farms Arena é a casa de 800 mil pessoas.[carece de fontes?]
O pilar final para a arena foi colocado em 1961 com uma abóbada que incluiu mensagens do então presidente dos Estados Unidos John F. Kennedy, o então governador de Maryland J. Millard Tawes e o então prefeito de Baltimore, J. Harold Grady. O cofre foi inaugurado em 2006.
O local atual que foi escolhido para o Baltimore Civic Center foi não um dos muitos sítios propostos ao Comitê da Grande Baltimore em 1955. Entre os nove locais sugeridos havia dois em Druid Hill Park, três no final da bacia do Inner Harbor (onde o World Trade Center e Harborplace agora estão localizados), e um em Clifton Park.